# Конституційна вода
Вода конституційна (англ. constitutional water, water of constitution; нім. Konstitutionswasser n) — зв'язана вода, що входить у кристалічну ґратку мінералу у вигляді йонів ОН-, Н+. Температура її виведення — бл. 1300 °C. Входить до складу тальку Mg3[Si4O10](OH)2, малахіту Cu2[CO3] [OH]2, каолініту Al4 [Si4 O10] (OH)8 та інш.